# Mount Hardy
Mount Hardy är ett berg i Antarktis. Det ligger i Östantarktis. Australien gör anspråk på området. Toppen på Mount Hardy är 24 meter över havet.
Terrängen runt Mount Hardy är kuperad åt nordost, men åt sydväst är den platt. En vik av havet är nära Mount Hardy västerut. Trakten är obefolkad. Det finns inga samhällen i närheten.